# Elaphoglossum plicatum
Elaphoglossum plicatum är en träjonväxtart som först beskrevs av Antonio José Cavanilles, och fick sitt nu gällande namn av Carl Frederik Albert Christensen. Elaphoglossum plicatum ingår i släktet Elaphoglossum och familjen Dryopteridaceae. Inga underarter finns listade.